# Eburodacrys perspicillaris
Eburodacrys perspicillaris es una especie de escarabajo longicornio del género Eburodacrys, tribu Eburiini, subfamilia Cerambycinae. Fue descrita científicamente por Erichson en 1849.

## Descripción
Mide 21-31 milímetros de longitud.

## Distribución
Se distribuye por Brasil, Guyana, Guayana Francesa, Perú y Surinam.